# Karl Holmström
Karl Johan Holmström, född 22 mars 1925 i Bjurholm i norra Ångermanland i södra Västerbottens län, död 22 juni 1974 Jukkasjärvi i Lappland, var en svensk backhoppare som tävlade under 1950-talet. Han vann bronsmedalj vid olympiska vinterspelen 1952 i Oslo. Han tävlade för IFK Kiruna.
Karl Holmström är gravsatt i minneslunden vid Kiruna krematorium.

## Karriär
Karl Holmström deltog i Skid VM 1950 i Lake Placid, New York. Han blev nummer 16. Han vann backhoppningen under Svenska Skidspelen tre år i rad, 1951, 1952 och 1953. Holmström vann också backhoppstävlingen i Lahtisspelen (finska: Salpausselän Kisat) 1951. Han blev svensk mästare 1952.
Under olympiska vinterspelen i Oslo 1952 tävlades det i Holmenkollen. Backen hade då K-punkt på 72 meter. 104.000 åskådare mötte fram för att se backhoppstävlingen. Efter första omgången låg Karl Holmström på delad femteplats, men han hade det näst bästa hoppet i andra omgången och lyckades vinna bronsmedaljen. Han var 6,5 poäng efter hemmafavoriten Arnfinn Bergmann och 2,0 poäng från att hindra Torbjørn Falkanger att säkra en norsk dubbel.
Holmström deltog i den allra första Tysk-österrikiska backhopparveckan. Han misslyckades i första deltävlingen, i Garmisch-Partenkirchen 1 januari 1953, där han blev nummer 17. I Oberstdorf blev han nummer 5 och han blev nummer 6 i de två sista deltävlingarna, i Innsbruck och Bischofshofen. Sammanlagt blev han nummer 9.